# Desmond Bagley
Desmond Bagley (Kendal, 29 oktober 1923 - Southampton, 12 april 1983) was een Engels journalist en schrijver van thrillers.

## Biografie
Desmond Bagley werd geboren in Kendal, Cumbria (toen Westmorland) als zoon van John en Hannah Bagley. Toen Desmond 12 jaar was, verhuisde de familie naar Blackpool.
Tijdens de oorlog werkte hij in Engeland in een vliegtuigfabriek. Na de oorlog ging hij op reis naar Zuid-Afrika. Om aan geld te komen werkte hij in de mijnen. In 1951 vestigde hij zich in Zuid-Afrika en ging werken als freelance journalist in Johannesburg. In 1957 verscheen zijn eerste verhaal in het Engelse tijdschrift Argosy. Later volgden nog enkele verhalen. In het begin van de jaren zestig ging Bagley terug naar Engeland om daar thrillers te schrijven. Daar verscheen in 1962 zijn eerste roman; The Golden Keel.
Op 12 april 1983 overleed Desmond Bagley aan de gevolgen van een beroerte. Hij werd 59 jaar oud. Zijn laatste twee boeken, Night of Error en Juggernaut werden postuum uitgegeven. In 2017 werd een ongepubliceerd manuscript gevonden met de werktitel Because Salton Died. In 2019 werd dit manuscript gepubliceerd als boek onder de titel Domino Island, nabewerkt door Michael Davies.